# Бабков, Владимир Олегович
Владимир Олегович Бабков (род. 12 мая 1961, Калининград (Московская область)) — российский переводчик англоязычной литературы, в 1995–2023 гг. — преподаватель в Литературном институте.

## Биография
Родился в семье инженеров.
Окончил Московский физико-технический институт по специальности «радиоэлектронные устройства». Работал инженером в Институте океанологии АН СССР и Третьяковской галерее.
С 1995 по 2023 год преподавал художественный перевод в Литературном институте, вёл различные семинары по литературному переводу.
В октябре 2023 года уволился из института и покинул Россию. В настоящее время проживает в Израиле.
Переводит художественные и публицистические произведения авторов XX—XXI веков.

## Награды
Удостоен премий журнала «Иностранная литература» (1991) за переводы повести Олдоса Хаксли «Гений и богиня» (1991) и романа Питера Акройда «Дом доктора Ди» (1995), премии «Единорог и Лев» за перевод книги Акройда «Лондон. Биография» (2007, совместно с Леонидом Мотылёвым). Короткий список премии Норы Галь (2012) за перевод рассказа Тома Граймса «Собачий рай».